# Massa (Marrocos)
Massa ou Messa é uma pequena vila marroquina, na região de Souss-Massa-Drâa e província de Tiznit, situada a 45 km a sul de Agadir e 50 km a norte de Tiznit, na margem do oued Massa, a 3 km do oceano Atlântico.
Os vilarejos que circundam Massa são Jouaber, Tasnoulte, Infentar, Idaouloune, Sidi Aäbou, Tiguemi Lajdid, Aghbalou, Zaouit, Elkharij, etc.

## Turismo
Massa se encontra no coração do Parque nacional de Souss-Massa, rico pela sua fauna ornitológica.